# (58) Concordia
(58) Concordia is een planetoïde uit de hoofdgordel, die op 24  maart 1860 door de Duitse astronoom Karl Theodor Robert Luther werd ontdekt.
De planetoïde werd vernoemd naar Concordia, de Romeinse godin van de eendracht.